# Hammarsjögöl
Hammarsjögöl är en sjö i Västerviks kommun i Småland och ingår i Storåns huvudavrinningsområde.